# Juan Fernando Jaramillo
Juan Fernando Jaramillo (Medellín, Colombia, 1993) es un escritor y docente universitario colombiano. Es profesional y magíster en literatura y doctor en filosofía Sus obras han sido publicadas en Colombia, Estados Unidos y México y han sido galardonadas con diferentes premios nacionales e internacionales. Sus libros de literatura infantil y juvenil han sido incluidos en listas nacionales e internacionales de recomendados literarios.

## Reseña biográfica
Juan Fernando Jaramillo nació en Medellín, Colombia, en 1993. Es profesional en literatura, magíster en literatura y en filosofía y doctor en filosofía. Recibió mención honorífica en su proyecto de grado de Maestría por una investigación sobre la poética del cuerpo. Ganó su primer reconocimiento literario a los 20 años, el Premio Barco de Vapor - Biblioteca Luis Ángel Arango, galardón entregado por el Banco de la República de Colombia y la editorial SM, en 2014 con la novela Summer wine. También ha publicado la antología de cuentos Los afortunados y las novelas La ciudad de los nidos (finalista del Premio Iberoamericano Cuatrogatos), La cofradía (postulado al galardón Los Mejores Libros para Niños y Jóvenes - Banco del Libro de Venezuela) y El vuelo de las loras (preseleccionado por el jurado del Premio de Novela Cámara de Comercio de Medellín). Uno de los episodios de "Literatu-Ver", serie documental de Señal Colombia y RTVC Sistema de Medios Públicos ganadora del Premio Nacional de Periodismo Simón Bolívar, está dedicado a su obra; los demás episodios están enfocados en autores colombianos como Piedad Bonnett, Pilar Quintana y Jorge Franco. El documental fue dirigido por Raúl García y presentado por Margarita Vidal y Diana Santamaría. Su obra está dirigida a niños, jóvenes y adultos y ha sido elogiada por medios nacionales e internacionales. Se dedica a la docencia universitaria de teoría literaria y procesos editoriales. Ha sido colaborador de la sección cultural "Palabra y obra" del periódico El Mundo.

## Distinciones
- Premio El Barco de Vapor - Biblioteca Luis Ángel Arango (2014)[9]
- Premio de Literatura de Envigado (2017)[10]
- Finalista Premio Iberoamericano Cuatrogatos (2021)[11]
- Mención de honor en el Premio Nacional de Literatura Infantil Pedrito Botero (2021)[12]
- Postulado Los Mejores Libros para Niños y Jóvenes - Banco del Libro de Venezuela (2022)[13]